# بخش باست، شهرستان سنت لوئیس، مینه سوتا
بخش باست (به انگلیسی: Bassett Township) یک منطقهٔ مسکونی در ایالات متحده آمریکا است که در شهرستان سنت لوئیس، مینه‌سوتا واقع شده‌است.
 بخش باست ۴۷۱٫۸ کیلومتر مربع مساحت و ۴۱ نفر جمعیت دارد و ۵۰۹ متر بالاتر از سطح دریا واقع شده‌است.